# 핫픽스
핫픽스(영어: hotfix)는 제품 사용 중 발생하는 버그 수정이나 보안 취약점 보완, 또는 성능 향상을 위해 긴급히 배포되는 소프트웨어 업데이트이다.
대부분의 운영 체제와 수많은 독립형 프로그램들은 자동으로 핫픽스를 내려받아 적용할 수 있는 기능을 제공하고 있다. 스크래치로부터 이러한 기능을 만드는 대신에, 개발자는 필요한 라이브러리와 도구를 제공하는 오픈 소스 패키지(이를테면 StableUpdate, JUpdater)나 클로즈드 소스 패키지(이를테면 RTPatch)를 선택하는 경우도 있다.
마이크로소프트 윈도우 환경에서 핫픽스는 특정한 문제를 해결하는 조그마한 패치들을 가리키며 대부분 보안 허점에 해당하는 문제들을 해결한다. 이 핫픽스 파일들은 크기가 작으며 윈도우 업데이트 (또는 마이크로소프트 지원)를 사용하여 컴퓨터 상에 자동으로 설치되는 것이 보통이다.
게임 회사 블리자드 엔터테인먼트는 자사의 오락 월드 오브 워크래프트에 대해 핫픽스라는 용어를 달리 풀이하고 있다.
"핫픽스는 정규적인 콘텐츠 패치를 막상 기다릴 수 없을만큼 중요성이 있어 보이는 게임의 변경 사항을 가리킨다. 핫픽스는 다운로드가 불필요한 서버 측면의 변경만을 요구하며 딱히 정비 시간이 없어도, 또 짧은 재시작만으로도 이 기능을 수행할 수 있다."

## 같이 보기
- 서비스 팩